# He (xian)
El xian de He o Hexian (xinès tradicional: 和县, xinès simplificat: 和县, pinyin: Hé Xiàn) és un xian de la província d'Anhui, República Popular de la Xina, sota la jurisdicció de Ma'anshan. Té una població de 650.000 i una àrea de 1412 km². El govern del xian He es troba a la ciutat de Liyang.
El xian de He té jurisdicció sobre onze ciutats i quatre municipis.
Entre 1980 i 1981 es van trobar a Hexian fòssils d'Homo erectus, un antecessor dels humans moderns, en una excavació a la cova Longtandong, al vessant de la muntanya Wanjiashan.